# Абруццо
Абруццо (або Абруцці; італ. L'Abruzzo, gli Abruzzi) — регіон Італії. Розташований на півдні країни, на узбережжі Адріатичного моря. Складається із провінцій К'єті, Л'Аквіла, Пескара, Терамо. Адміністративний центр — Л'Аквіла. Площа — 10794 км². Населення 1 344 954(2012) осіб.

## Географія
Найбільші річки: Атерно-Пескара (145 км), Вомано (75 км), Тордіно (60 км). Найвищі гори: Корно-Гранде (2912 м), Амаро (2793 м), Веліно (2487 м). Національний парк Абруццо, Лаціо й Молізе, Національний парк Гран-Сассо-е-Монті-делла-Лага, Національний парк Маєлла, регіональний природний парк Сіренте-Веліно. Пам'ятки історії й культури: Церква Сан-Бернардіно, Національний Музей Абруццо, Церква Санта Марія ді Коллемаджо (Л'Аквіла). Типова страва — мальтеррата (солодке шоколадне тістечко з мигдалем). Типові вина — Монтепульчано д'Абруццо, Треб'яно Б'янко.

### Гори
Більша частина території області вкрита горами й пагорбами. Гори вапнякового походження є складовою частиною гірського ланцюга Апеннін. Для них притаманні суворі скелясті верхівки, а схили вкриті густими лісовими хащами. Гори простягнулись трьома хребтами паралельно Адріатичному узбережжю. Перший ланцюг (найдальший від моря) є найнижчим та найменш щільним серед них. До нього входить група гір Сімбруйні, по яких прокладений кордон з областю Лаціо. Найвищими горами цього масиву є Вільйо (2156 м), Ґреко (2283 м), Ла Мета й Петрозо (обидві по 2249 м) та Корнакк'я (2003 м). Другий гірський ланцюг, центральний, здіймається своїми верхівками до більших висот: Веліно (2487 м), Сіренте (2349 м), Дженцана (2176 м). Нарешті, третій, східний, ближчий до моря хребет є найвражаючим. Він простягнувся від гір Монті делла Лага на північному кордоні з областями Лаціо й Марке, через масив Ґран Сассо з найвищим піком Апеннін Корно-Гранде (2914 м) до масиву Маєлла з вершиною Амаро (2795 м). Величний масив Гран-Сассо має широке плато, над яким здіймаються сірі й білі скелясті шпилі, гребені та стіни. В цьому ж масиві під горою Корно-Гранде розташований єдиний на Апеннінах льодовик Кальдероне (довжина понад 2 км). Він є решткою прадавніх льодовиків, що вкривали колись всі схили гірського масиву.

### Ущелини, долини, улоговини
Між гірськими ланцюгами Апеннін пролягли численні перевали, вузькі ущелини та ширші долини й улоговини. Широкі улоговини, або басейни, що розташовані на міжгір'ях на висоті кількасот метрів над рівнем моря, завдяки багатим водним ресурсам, мають неабияке сільськогосподарське значення. Найважливішою є улоговина Фучіно, яка колись була широким й неглибоким озером льодовикового походження з болотистими берегами. Меліорація надала можливість вести на цих родючих землях інтенсивне землеробство.

### Пагорби
Між Апеннінами та узбережжям Адріатичного моря простягнулись пагорби, що складаються з рихлих глинистих ґрунтів. Дощова вода вимиває на схилах глибокі борозни. Часто трапляються небезпечні зсуви й обвали. Тому ця зона із давніх часів була мало заселена людьми.

### Річки
Всі річки належать до басейну Адріатичного моря. Частина з них, такі як Тордіно, Вомано, Фіно досить короткі, народжуються в горах і течуть прямо до Адріатичного моря. Інші ж спочатку несуть свої стрімкі води по долинах проміж гірських хребтів, а потім повертають на схід до моря. Саме в такий спосіб тече найдовша абруційська річка Атерно-Пескара.

### Озера
Після осушення басейну Фучіно, в області не залишилось великих за розміром озер. Найбільшим в сучасний період є штучне водосховище Кампотосто, що збудовано в басейні стародавнього природного озера.

### Узбережжя
Береги Адріатичного моря в Абруццо майже прямолінійні, без заток або бухт. Вузька прибережна смуга складена з осаду й уламків, принесених з гір річками та потоками. Численні пляжі (пісок, галька). Через лінійність берегів в Абруццо відсутні великі порти. Але устя деяких річок штучно розширені в канали, в яких побудовані невеликі порти. Найбільший з них в місті Пескара.

### Клімат
Абруццо — це одна з найгористіших областей Італії. У внутрішніх районах зими холодні й суворі, а на узбережжі моря — м'які та теплі. Східний гірський ланцюг, що складається з масивів Лага, Ґран Сассо й Маєлла, діє як величезна стіна, що перешкоджає рухові з узбережжя на захід теплих і вологих повітряних мас. Контакт теплого й вологого повітря з холодними гірськими вершинами викликає дощі. Однак на березі моря й в улоговинах влітку дощів мало, бувають посухи. Бризи, що дмуть з моря, приносять насолоду прибережним районам. Напроти, із гір в сторону берегів дмуть холодні вітри. Важливий вплив на регіональний клімат має сірокко — гарячий й вологий вітер з північної Африки, що приносить погіршення погоди.

## Історія

### Доісторія. Античність
Регіон був заселений ще в кам'яну добу. Залишки людських поселень тієї епохи знайдені вздовж долин річок Тронто, Вібрата й Сангро а також в улоговинах Сульмона й Фучіно. Однак більша частина археологічних знахідок відноситься до пізніших часів. Розкопки в зоні Конелле-Ортукк'йо басейну Фучіно принесли численні рештки матеріальної культури бронзової доби, а поблизу Атрі, Лорето, Апрутіно й Капестрано знайдені залишки культури залізної доби.
Між VIII та IV століттями до н. е. регіон заселяли пастухи з самнітських племен. Ці племена носили ймення: марсі, пеліньї, претуці, марручіні, вестіні, екві й мешкали в містечках, оточених мурами. В середині містечка, поза мурами, знаходився великий храм або святилище, де проходили зібрання жителів для прийняття важливих військових або політичних рішень. Археологічні дослідження доводять, що типовий вояк тодішніх часів був озброєний коротким мечем та списом й захищений двома металевими дисковими пластинами: одна на грудях, а друга на спині.
Після тривалого й жорстокого періоду так званих «самнітських війн» римляни в IV—III століттях до н. е. підкорили народи, що мешкали в регіоні. В 304 р. до н. е. територія увійшла до складу Римської держави під назвою «Провінція Валерія». Під час римського панування було збудовано велику кількість театрів, амфітеатрів, терм, храмів. Були також прокладені численні шляхи, що сполучали Абруццо з Римом й іншими частинами Імперії. В I сторіччі н. е. за правління імператора Клавдія в басейні Фучіно було здійснено грандіозний план будівництва осушувальних каналів для розширення площ під посіви. Тут працювало приблизно 30 000 рабів.

### Середньовіччя
Після занепаду Римської Імперії, регіон зазнав жахливого вторгнення варварських народів. Спочатку тут запанували лангобарди, які поділили територію на 7 феодів, так званих «гастальдаті». Потім прийшли до влади франки, які заснували тут графство, назвали його «Марсія» й володіли ним до XII сторіччя. Саме в ці часи на узбережжя були здійснені жахливі напади сарацинських піратів. Після франків правління перейшло до норманів, які приєднали регіон, якому був наданий статус «юстіціерат» (намісництво) до Сицилійського королівства, що займало тоді всю південну Італію.
В XIII сторіччі нормандську династію на троні Сицилійського королівства змінила швабська. Королем став Фрідріх II Гогенштауфен, який розпочав об'єднання території, що була розподілена між потужними феодалами. Він заснував місто Л'Аквіла, як столицю намісництва. Після цього до влади прийшла Анжуйська династія, що правила до початку XV сторіччя. Потім були конфлікти між анжуйцями й арагонцями, що привели до іспанського панування. Це був один з найгірших періодів в історії регіону з часів після варварської навали. Іспанці розглядали Абруццо тільки як прикордонну провінцію й не опікувались її розвитком. Л'Аквіла, що була дуже красивим квітучим містом, втратила своє значення й перетворилась на звичайну прикордонну фортецю. На землю прийшло запустіння, в горах панували розбійники. Тільки міста на узбережжі не зазнали занепаду завдяки комерційним відносинам з Венецією та іншими морськими державами.

### Новий час
В XVIII—XIX сторіччях територія Абруццо входила до складу Неаполітанського королівства під владою Бурбонів. Тоді ж почалось економічне відродження регіону — були збудовані нові шляхи сполучень, держава почала заохочувати підприємництво, а в 1852 р. завдяки ініціативі герцога Алессандро Торлонія набула розвитку меліорація басейну Фучіно. Але в ці ж часи набирав сили рух за об'єднання Італії. В 1821, 1841 й 1848 рр. в регіоні спалахували антибурбонські повстання. Нарешті, в 1860 р. Абруццо стає частиною новоствореного Королівства Італія. Спочатку існувала область «Абруцці й Молізе», яка була в 1963 р. розділена на сучасні області Абруццо та Молізе.

## Шляхи сполучень

### Автотранспорт
Територію області перетинають три швидкісні автостради:
- А14 «Адріатика» (Болонья — Таранто)
- А24 (Рим — Л'Аквіла — Терамо)
- А25 (Торано — Пескара)

Автострада А14 проходить уздовж берегів Адріатичного моря, а дві інші з'єднують узбережжя із Римом. Особливе значення для економіки краю мало спорудження автостради А24 з грандіозним тунелем завдовжки понад 10 км під масивом Гран-Сассо. Будівництво тунелю зайняло 15 років й було закінчене в 1984 р. В 1988 р. в середині тунелю була відкрита Національна Лабораторія Гран-Сассо Інституту ядерної фізики. В ній працюють більше 300 дослідників з Італії та інших країн. Для експериментів, що здійснюються в лабораторії, потрібне ізольоване від зовнішніх впливів середовище.

### Залізниці
Загальна довжина залізничних ліній 514 км. З них електрифіковано більше ніж 60 %. Через територію області уздовж берега Адріатичного моря проходить лінія швидкісних потягів «Євростар» сполученням Болонья (Емілія-Романья) — Барі (Апулія).
Найважливіші станції: Пескара, Сульмона, Авеццано.
Лінії пасажирських сполучень:
- Анкона (Марке) — Пескара
- Авеццано — Сора (Лаціо) — Роккасекка (Лаціо)
- Кастель-ді-Санґро — Карпіноне (Молізе) — Кампобассо (Молізе)
- К'єті — Пескара — Джуліянова — Терамо
- Пескара — Рим (Лаціо)
- Пескара — Термолі (Молізе)
- Сульмона — Кастель-ді-Санґро
- Сульмона — Л'Аквіла — Терні (Умбрія)
- Рим (Лаціо) — Авеццано

### Мореплавство
Важливі порти на Адріатичному морі: Пескара, Ортона, Васто. Працюють поромні лінії, що з'єднують регіон з Балканськими країнами й островами Треміті. Незначний обсяг комерційних вантажних перевезень.

### Повітряний транспорт
Один великий аеропорт — Міжнародний Аеропорт Абруццо (Пескара).
Два аеродрому місцевого й туристичного значення з твердим покриттям злітно-посадочної смуги — Л'Аквіла та Челано. Декілька аеродромів з трав'яною смугою.

## Економіка

### Землеробство
Вирощування сільськогосподарських рослин сконцентроване в рівнинах, що розташувались проміж гірських хребтів. На родючих землях басейну Фучіно культивують зернові, картоплю, моркву, буряк і тютюн. Крім того, деякі зони спеціалізуються на окремих культурах, наприклад, поблизу міста Л'Аквіла вирощують шафран, а біля містечка Атрі в провінції Терамо — солодковий корінь (лакрицю). В цілому ж землеробство не має великої продуктивності через гористий рельєф й досить посушливий клімат.

### Тваринництво й рибальство
В минулі часи Абруццо вважалось землею овець та кіз. У певні сезони щороку чабани переганяли численні кошари на великі відстані до гірських пасовищ. Такі міграції називались «трансуманца» і являли собою захоплююче видовище. Сучасні ж господарники розводять овець та велику рогату худобу переважно на фермах.
Рибальство не грає значної ролі в економіці краю через відсутність великих портів з відповідним оснащенням.

### Промисловість
Абруццо є найіндустріалізованішою областю центральної Італії. Промисловість (в тому числі заводи концернів ENI, Montedison, FIAT) сконцентрована переважно в прибережній зоні завдяки сучасній мережі залізничних та автомобільних сполучень. Багато спеціалізованих малих та середніх фірм виробляють продукти харчування, текстиль та меблі. Декілька заводів металомеханічної галузі працюють в провінціях К'єті та Пескара. В провінції Пескара є також гірничовидобувні та хімічні підприємства. На території області родовища нафти, метану й бокситів.